# Astragalus cibarius
Astragalus cibarius är en ärtväxtart som beskrevs av Edmund Perry Sheldon. Astragalus cibarius ingår i släktet vedlar, och familjen ärtväxter. Inga underarter finns listade i Catalogue of Life.

## Bildgalleri

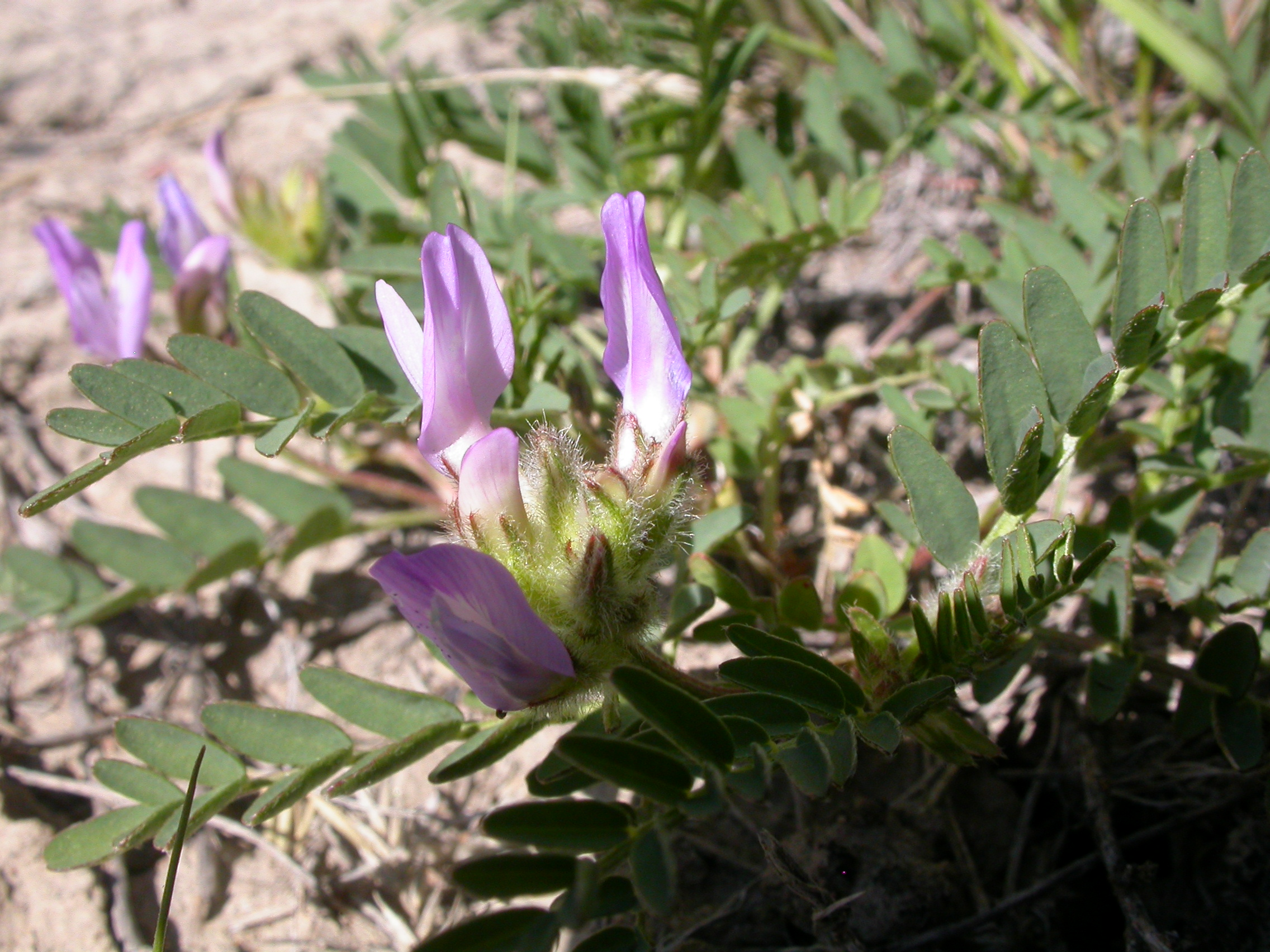
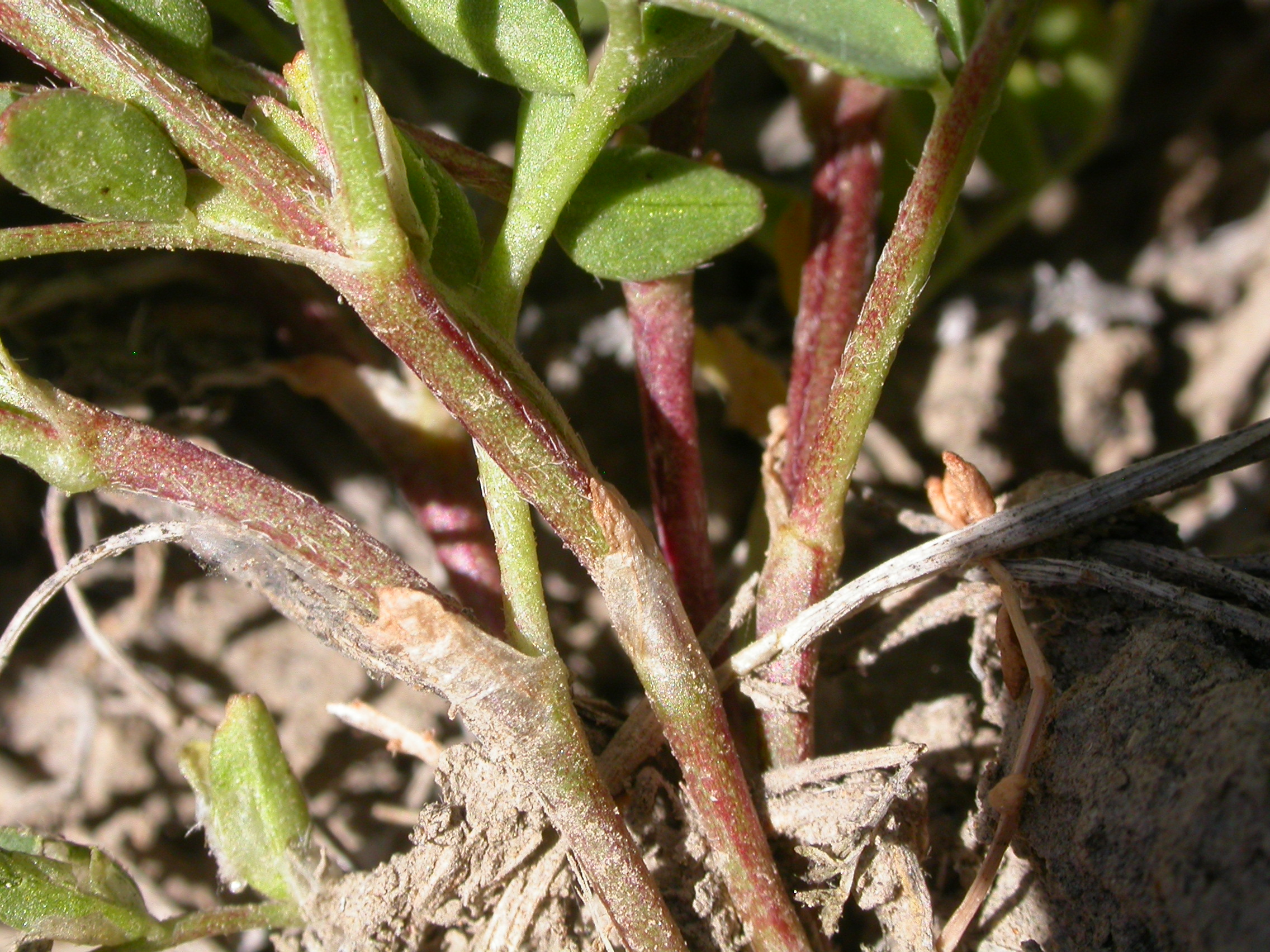
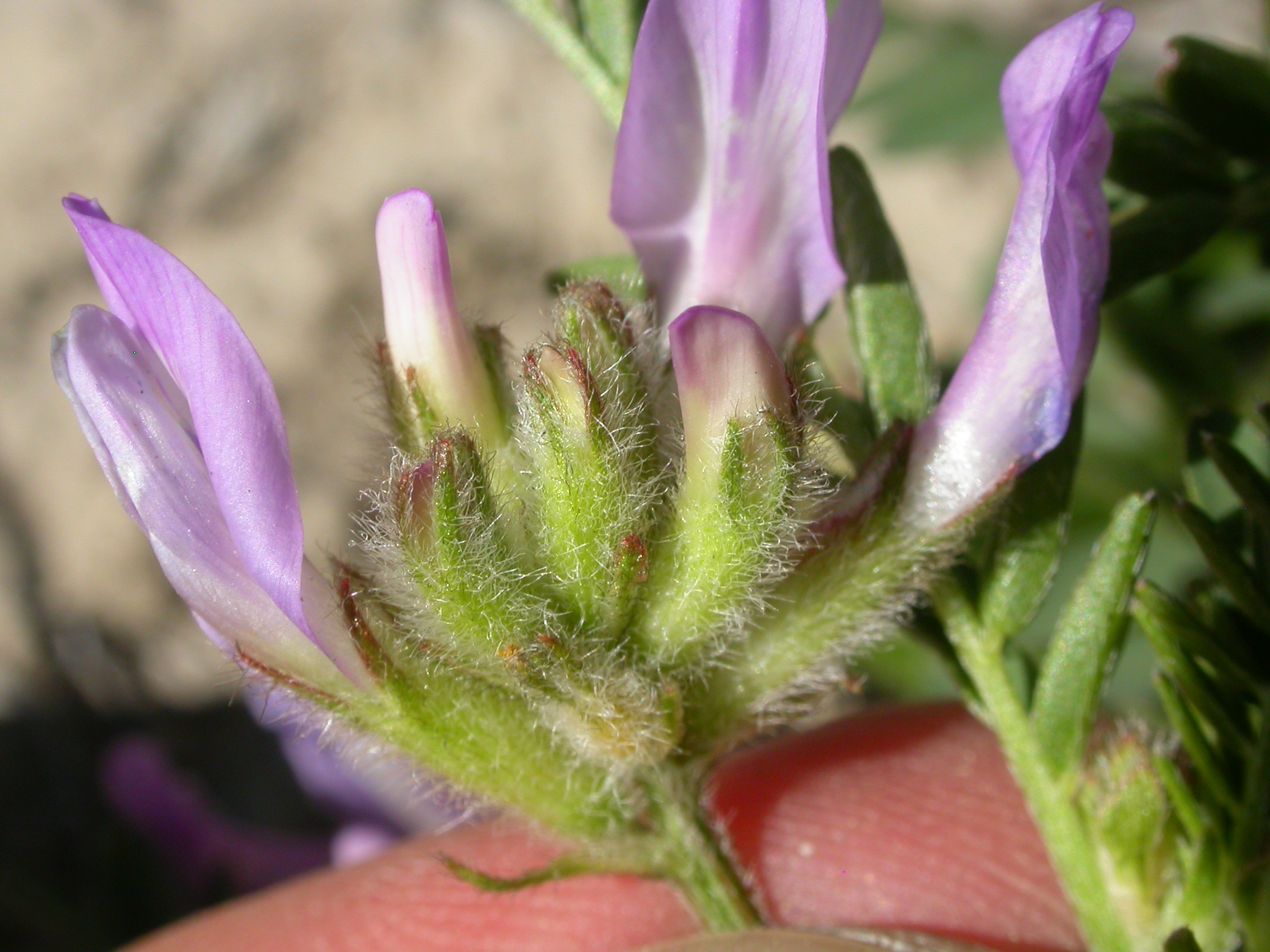
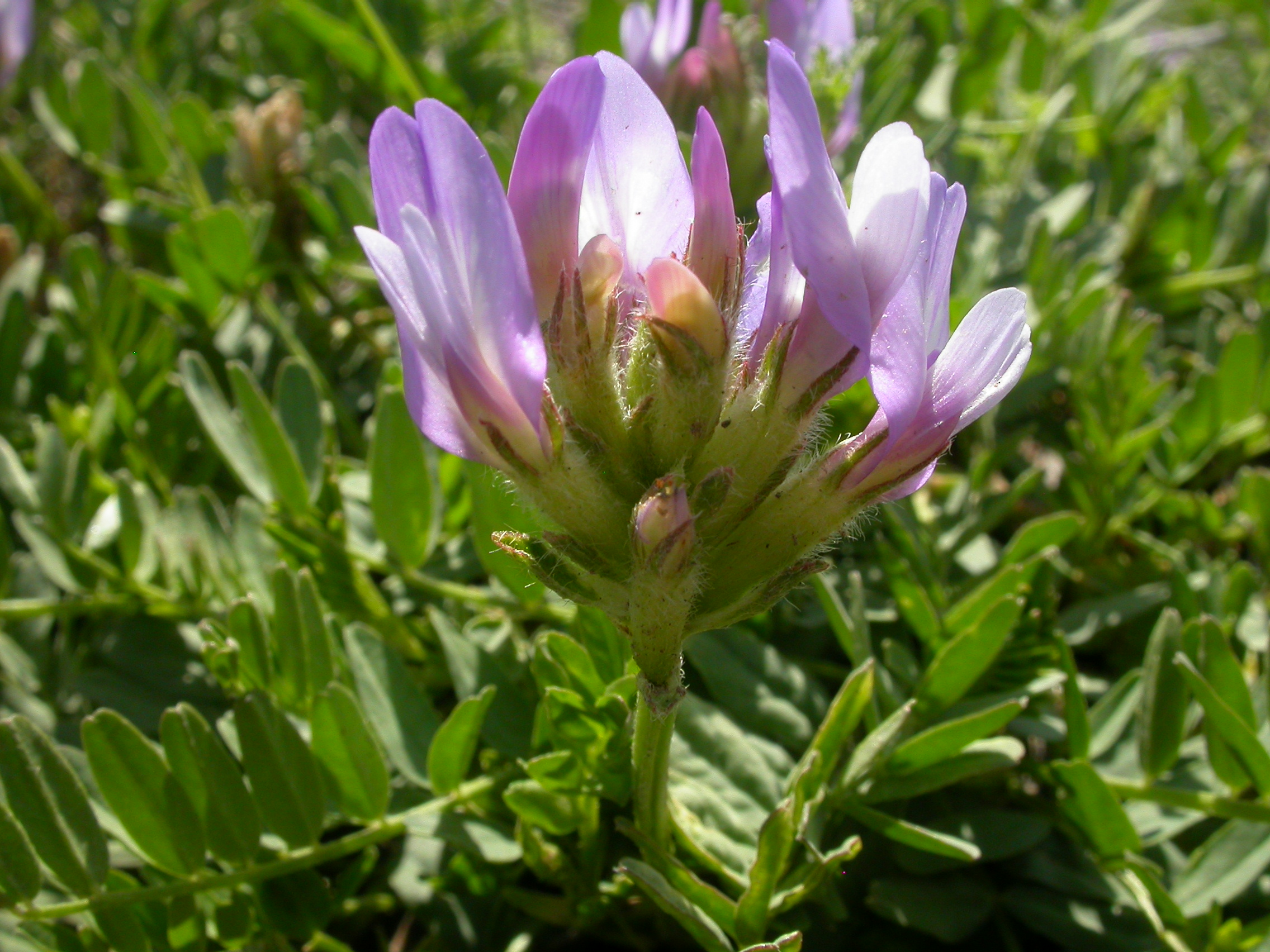